# CSKA Moscou (volley-ball masculin)
Maillots
Le CSKA Moscou est un club omnisports russe dont la section volley-ball masculin a disparu en 2009. La section masculine a été refondée en 2021 et évolue en 2e division russe.

## Palmarès
- National
  -  Union soviétique
    - Championnat d'URSS* : 1955, 1958, 1965, 1966, 1970, 1971, 1972, 1973, 1974, 1975, 1976, 1977, 1978, 1979, 1980, 1981, 1982, 1983, 1985, 1986, 1987, 1988, 1989, 1990, 1991
    - Coupe d'URSS : 1954, 1980, 1982, 1984, 1985

  -  Russie
    - Championnat de Russie : 1994, 1995, 1996
    - Coupe de Russie : 1994
- Européen
  - Ligue des champions* : 1960, 1962, 1973, 1974, 1975, 1977, 1982, 1983, 1986, 1987, 1988, 1989, 1991
  - Supercoupe d'Europe : 1987, 1988, 1991

(*)Record

## Joueurs majeurs
- / Givi Akhvelediani
- / Youri Tchesnokov

## Entraineurs célèbres
- Vladimir Alekno